# Néos Oikismós
Néos Oikismós (Neos Oikismos) är en ort i Grekland.   Den ligger i prefekturen Nomós Kastoriás och regionen Västra Makedonien, i den norra delen av landet, 400 km nordväst om huvudstaden Aten. Néos Oikismós ligger 822 meter över havet och antalet invånare är 363.
Terrängen runt Néos Oikismós är huvudsakligen kuperad. Néos Oikismós ligger nere i en dal. Runt Néos Oikismós är det ganska tätbefolkat, med 248 invånare per kvadratkilometer. Närmaste större samhälle är Kastoria, 12,5 km söder om Néos Oikismós. Omgivningarna runt Néos Oikismós är en mosaik av jordbruksmark och naturlig växtlighet.